# Un bacio a fior d'acqua
Un bacio a fior d'acqua è un film del 1936 diretto da Giuseppe Guarino.

## Trama
Una bambinaia abbandona il piccolo che doveva accudire, per seguire il suo fidanzato, che con molte insistenza la vuole portare a fare una gita in motoscafo, i due però finiscono in mare e vengono miracolosamente salvati da alcuni pescatori, nel frattempo il piccolo viene posto al sicuro da un giovane che passava li vicino. Ma la polizia che lo incontra lo scambia per un rapitore con il rischio di finire in prigione, se non fosse per l'arrivo in suo soccorso della balia e il suo fidanzato, che tornati a riva, lo salvano dalla galera.
Nel finale la bambinaia potrà sposare il suo amato e il buon giovane otterrà la giusta ricompensa in un sicuro lavoro.

## Produzione
Prodotto dalla S.A.F.A. (Società Anonima Film Attualità) di Guido Mancinelli il film venne girato negli stabilimenti della SAFA in via Mondovì a Roma, nel 1936; la pellicola ebbe scarsa diffusione e passò quasi inosservata.